# AR Кассіопеї
AR Кассіопеї (AR Cas) — кратна зоряна система в сузір’ї Кассіопеї.

## Характеристики
Вважається, що ця зоряна система є семикратною. Окрім неї, існує ще лише одна кратна система із кількістю зір 7 — ν Скорпіона. Фізично пов’язаних кратних зоряних систем більшої кратності ще не знайдено. Основним компонентом системи є зоря типу B і класу IV, вторинним компонентом — затемнювано-подвійна зоря типу Алголя. Крім того, систему вважають візуально подвійною зорею.

## Згадування у літературі
У літературі зорю часто позначають IH Cas (або 1H Cas). Походженням позначення IH Кассіопеї зоря завдячує зоряному каталогу XVII ст. і зоряній карті Яна Гевелія, яке продовжували використовувати внаслідок відсутності позначень Флемстида й Байєра для цієї зорі. Це була перша зоря у сузір’ї Кассіопеї, яку Гевелій вніс до каталогу, тому він позначив її 1 Hev. Cas або 1 H. Cas (подібно до позначень Гулда). Згодом унаслідок непорозуміння воно перетворилося на IH Cas .